# Madagaskar
 Ovo je glavno značenje pojma Madagaskar. Za druga značenja pogledajte Madagaskar (razdvojba).
Madagaskar je otočna država u Indijskom oceanu, odvojena Mozambičkim kanalom od jugoistočne Afrike. Istoimeni otok koji čini većinu državnog teritorija četvrti je po veličini u svijetu.
Nacionalni simbol Madagaskara je drvo baobab.

## Zemljopis
Madagaskar se sastoji od tri veće zemljopisne cjeline: uske obalne nizine na istoku, gusto naseljene središnje visoravni i šire i brežuljkaste obalne nizine na zapadu. U središnjoj visoravni, te na sjeveru i jugu otoka izdižu se vulkanski planinski masivi (najviši vrh je 2876 m visoki Maromokotro u sjevernom masivu Tsaratanani).
Zbog izolacije od ostatka svjetskog kopna na otoku živi oko 5% svih životinjskih i biljnih vrsta na Zemlji, od kojih su 80% endemi. Na otoku nema opasnih zvijeri mesoždera, nema čovjekolikih majmuna ni otrovnih zmija. Godine 1952. uhvaćen je u dubokim vodama oko Madagaskara jedan beskralježnjak coelacanth, što je izazvalo veliko uzbuđenje u cijelome znanstvenom svijetu. Celakant je čudna vrsta ribe koju su znanstvenici prije znali samo po okamenjenim ostacima. Mislili su da je izumro prije 70 000 000 godina. Ima prsne peraje koje se okreću ukrug, a nakon 1952. nađeno ih je u blizini otoka još 6 do 8, ali uginu ako ih se ne drži u veoma dubokom moru.
Rijeka Mangoky, dio je najdužeg vodenog toka na otoku ukupne duljine od 821 km, kojeg čine još rijeka Matsiatra, te rijeka Ihosi do svog izvora.

## Povijest
Madagaskar je naseljen prije oko 1500 godina, vjerojatno iz jugoistočne Azije. Cijeli proces nije potpuno razjašnjen, ali jezici današnjih stanovnika bliski su jezicima Indonezije i pripadaju malajsko-polinezijskoj skupini. Kasniji doseljenici, pripadnici bantuskih naroda s afričkog kopna i arapski trgovci, ostavili su svoj trag u jeziku i kulturi, ali su uglavnom asimilirani.
Europljani su u 16. stoljeću putujući u Indiju naišli na obalu Madagaskara i osnovali manje trgovačke postaje, ali nisu prodrli u unutrašnjost gdje su se u to vrijeme odvijale borbe pojedinih domaćih država i naroda za prevlast. Od 1680. do 1710. otok je bio poznat kao piratsko gnijezdo. Krajem 18. stoljeća otokom je dominiralo kraljevstvo Merina zahvaljujući trgovini robljem s Francuzima. U 19. stoljeću porastao je utjecaj Ujedinjenog Kraljevstva, a sa smjenama domaćih vladara smjenjivala su se i razdoblja modernizacije i izolacije.
Francuska je 1896. godine nakon podjele interesnih sfera u Africi proglasila otok svojom kolonijom. Ubrzan je razvoj gospodarstva; izgrađene su željeznice i luke, uvezene su unosne kulture kava, vanilija i duhan. U 20. stoljeću pojavili su se nacionalistički pokreti, a 1947. izbila je pobuna protiv francuske vlasti koja je krvavo ugušena. Ipak, otok je 1956. dobio široku samoupravu, a 1960. i neovisnost. Prvi izabrani predsjednik bio je Philibert Tsiranana.
Od 1972. do 1986. trajalo je približavanje zemljama Istočnog bloka, a u gospodarstvu je izvršena nacionalizacija i reorganizacija s povećanom ulogom države, s katastrofalnim rezultatima. Nakon kraja hladnog rata održani su 1992. prvi slobodni izbori na kojima je dugogodišnji predsjednik Didier Ratsiraka poražen. Demokracija je donijela i političku nestabilnost jer su reforme provedene na zahtjev MMF-a bile izuzetno nepopularne. Predsjednik Ratsiraka vratio se na vlast 1997., a na izborima 2001. ga je porazio Marc Ravalomanana, gradonačelnik Antananarivoa, čiji je glavni cilj oživljavanje gospodarstva.

## Stanovništvo
Stanovništvo se dijeli u dvadesetak srodnih, neoštro ograničenih etničkih grupa od kojih su najbrojniji Merina, čiji je jezik poslužio kao osnova za standardni malgaški. U javnom životu često se koristi i francuski.
Oko polovica stanovnika pripada domaćim religijama. Ostali su većinom kršćani, s nešto muslimana. Među kršćanima ima otprilike podjednako katolika i protestanata.

## Etnografija
Stanovništvo Madagaskara čine prvenstveno narodi malajsko-polinezijskog porijekla, to su: Antaifasy (Antefasy), Antaimoro (Antemoro), Antaisaka (Antesaka), Antambahoaka, Antandroy, Antankarana, Antanosy, Bara, Betsileo, Betsimisaraka, Bezanozano, Mahafaly, Mikéa (Makoa), Merina, Sakalava, Sihanaka, Tanala, Tsimihety, Vezo, Zafimaniry.

## Gospodarstvo
Madagaskar pripada skupini 20 najsiromašnijih zemalja svijeta. BDP je manji od 250 američkih dolara po stanovniku. Gospodarstvo Madagaskara trpjelo je velike štete zbog nagloga prijelaza na državno-plansko gospodarstvo do čega je došlo nakon revolucije 1975. godine. Danas se gospodarstvo oporavlja, što je posljedica strukturalnih promjena provedenih 1989. godine i povećanja strane pomoći. Francuska je i dalje glavni vanjskotrgovinski partner zemlje. Madagaskar se suočava s teškom demografskom, gospodarskom i ekološkom krizom. Gotovo 3/4 stanovništva uzdržava se samoopskrbnim poljodjelstvom, a preostale površine su pod šumom i ugljenom i pokrivaju čak 85 % svih potreba za energijom. Rašireno je krčenje šuma, u posljednje vrijeme se provodi masovna sječa, zbog dobivanja drvne građe, te stvaranja plantaža vanilije, kave i pamuka. Uz stranu pomoć je ostvaren napredak u poljoprivredi i prestrukturiranju velikog stranog duga (4,18 milijardi $), a ostala je velika ovisnost o izvozu poljoprivrednih proizvoda, pomanjkanje hrane te vrlo loša prometna i druga infrastruktura. 

### Poljoprivreda
Madagaskar ima 3,11 milijuna hektara njiva i trajnih naslaga (5,3 % površine) i 24,2 milijuna hektara travnjaka i pašnjaka (41,3 %). Poljodjelstvom se uzdržava 76 % radne snage (30% bruto društvenog proizvoda), uglavnom samoopskrbom. Za domaće potrebe na prvom mjestu proizvode rižu (2,3 milijuna tona, na više od polovice obradivih površina), nešto manje manioku, slatki krumpir, taro, banane i kukuruz. Na Madagaskaru je zadivljujući sustav terasastih rižnih polja. Malene površine potpuno su ravne i na najstrmijem terenu, a preko njih se voda ravnomjerno raspoređuje i natapa polja.
Antanifotsy je primjer središta poljoprivrednog kraja u kojem se stanovništvo bavi uzgajem riže, kukuruza i krumpira i stočarstvom goveda, svinje i preradom drva (oko 30.000 hektara šuma).

### Industrija
Industrija zapošljava 2% radne snage i ostvaruje 14 % bruto društvenog proizvoda. Smještena je uglavnom u Antananarivu i Antsirabeu, na visočju, te u lučkim gradovima Antsiranana, Mahajanga i Toamasina. Više od polovice dodane vrijednosti stvara prehrambena industrija ( tvornica šećera, ribljih konzervi, u Antisiranani i Andoanyju, nešto pivovara i manjih tvornica bezalkoholnih pića i biljnih ulja). Ostale industrije su: tekstilna (Antisirabe, Toliari, Mahajangi), industrija papira, duhanska, kemijska (tvornica umjetnih gnojiva i rafinerija nafte u Toamasini) i industrija građevinskog materijala. 